# Gubbholmen
Gubbholmen är en ö i Finland. Den ligger i Skärgårdshavet och i kommunen Kimitoön i den ekonomiska regionen  Åboland i landskapet Egentliga Finland, i den sydvästra delen av landet. Ön ligger omkring 34 kilometer söder om Åbo och omkring 140 kilometer väster om Helsingfors.
Öns area är 7,6 hektar och dess största längd är 410 meter i öst-västlig riktning. Ön höjer sig omkring 25 meter över havsytan. I omgivningarna runt Gubbholmen växer i huvudsak blandskog.